# (3584) Aisha
(3584) Aisha (1981 TW) – planetoida z pasa głównego asteroid okrążająca Słońce w ciągu 5,44 lat w średniej odległości 3,09 j.a. Odkrył ją Norman G. Thomas 5 października 1981 roku.